# Скайлайн (Міннесота)
Скайлайн (англ. Skyline) — місто (англ. city) в США, в окрузі Блю-Ерт штату Міннесота. Населення — 288 осіб (2020).

## Географія
Скайлайн розташований за координатами 44°8′27″ пн. ш. 94°2′1″ зх. д. / 44.14083° пн. ш. 94.03361° зх. д. (44.140892, -94.033618).  За даними Бюро перепису населення США в 2010 році місто мало площу 0,46 км², з яких 0,45 км² — суходіл та 0,01 км² — водойми. В 2017 році площа становила 0,50 км², з яких 0,50 км² — суходіл та 0,00 км² — водойми.

## Демографія
Згідно з переписом 2010 року, у місті мешкало 289 осіб у 113 домогосподарствах у складі 90 родин. Густота населення становила 633 особи/км².  Було 118 помешкань (258/км²).
Расовий склад населення:
| - 98,6 % — білих - 0,3 % — азіатів |

До двох чи більше рас належало 0,3 %. Частка іспаномовних становила 3,1 % від усіх жителів.
За віковим діапазоном населення розподілялося таким чином: 19,7 % — особи молодші 18 років, 54,3 % — особи у віці 18—64 років, 26,0 % — особи у віці 65 років та старші. Медіана віку мешканця становила 52,2 року. На 100 осіб жіночої статі у місті припадало 91,4 чоловіків;  на 100 жінок у віці від 18 років та старших — 88,6 чоловіків також старших 18 років.
Середній дохід на одне домашнє господарство  становив 99 000 доларів США (медіана — 77 917), а середній дохід на одну сім'ю — 120 623 долари (медіана — 86 667). За межею бідності перебувало 1,2 % осіб, у тому числі 0,0 % дітей у віці до 18 років та 0,0 % осіб у віці 65 років та старших.
Цивільне працевлаштоване населення становило 188 осіб. Основні галузі зайнятості: освіта, охорона здоров'я та соціальна допомога — 45,2 %, роздрібна торгівля — 26,1 %, виробництво — 6,4 %, публічна адміністрація — 5,9 %.